# Câline
La Câline est un ruisseau se situant dans le massif du Bugey dans le département de l'Ain dans la région Auvergne-Rhône-Alpes et un affluent gauche de l'Albarine donc un sous-affluent du fleuve le Rhône par l'Ain.

## Géographie

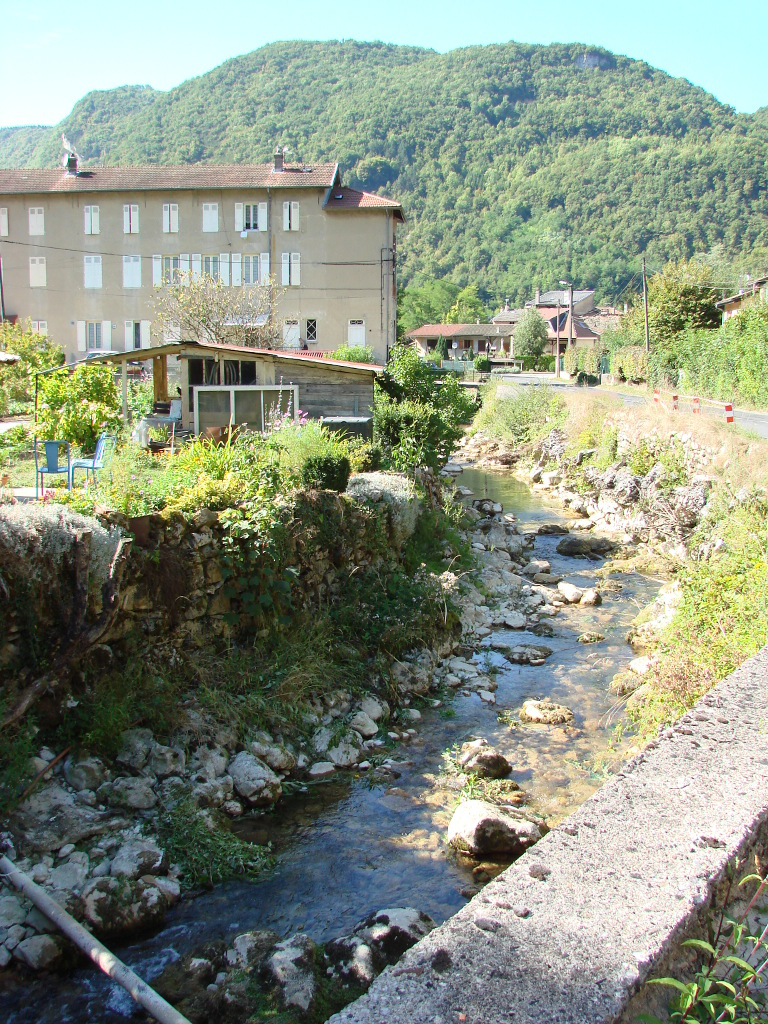
Entrée de la Câline à Serrières, un hameau de Saint-Rambert-en-Bugey.

De 11,8 km de longueur, la Câline prend sa source dans le massif de la Chartreuse de Portes et se jette dans l'Albarine à Saint-Rambert-en-Bugey, au niveau du hameau de Serriéres.

### Communes et canton traversés
La rivière se trouve sur le canton de Saint-Rambert-en-Bugey et traverse les deux communes de Conand et de Saint-Rambert, dans l'arrondissement de Belley.

### Bassin versant
Le bassin versant est de 31,6 km2|.
La Câline traverse une seule zone hydrographique : L'Albarine du bief des Vuires à la Câline inclus (V292) d'une superficie de 229 km2.  
Sur les deux communes et pour une superficie de 44 km2 la population est de 2 314 habitants avec une densité de 52,8 hab/km2 et à l'altitude moyenne de 356 m.

### Organisme gestionnaire
L'organisme gestionnaire est le Syndicat Intercommunal d'Aménagement du bassin versant de l'Albarine (SIABVA).

## Affluents
Les affluents de la Câline sont:

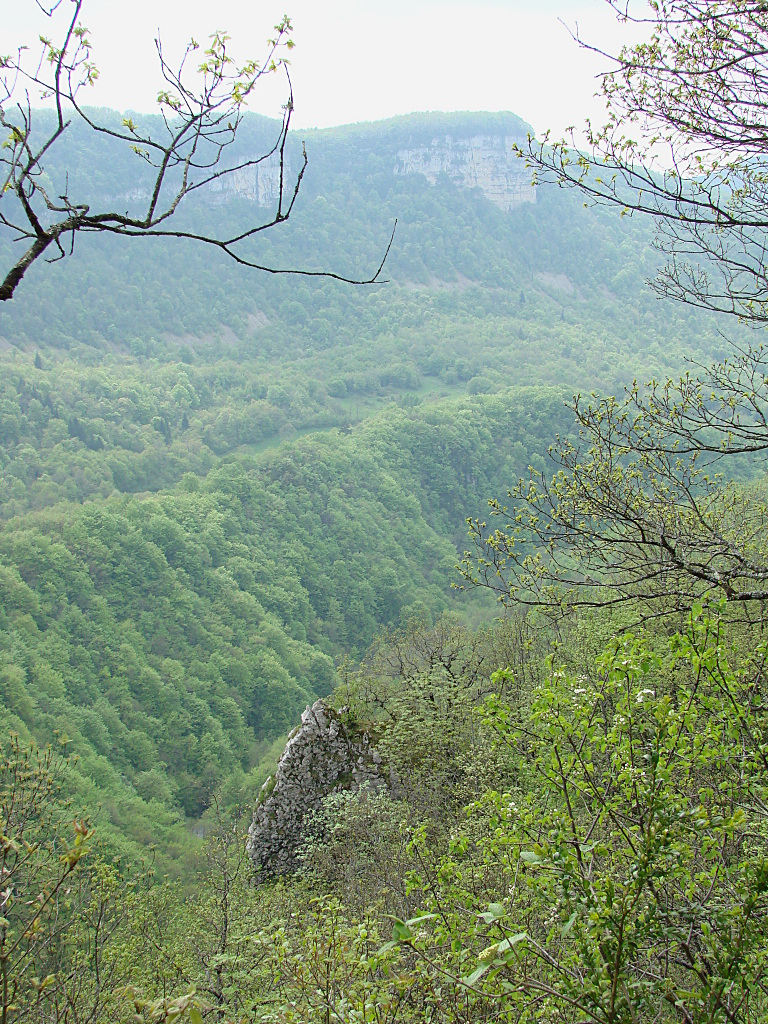
Vallée du Grinand.

- La Boissière (rd[note 1]), 1,5 km sur les deux communes de Conand et Arandas.
- Le ruisseau de la Louvalière (rg), 4,2 km sur les trois communes de Conand, Souclin, Bénonces.
- Le ruisseau de la Gorge (rg), 1,8 km sur la seule commune de Conand.
- Le ruisseau de Grinand (rd), 3,6 km sur les trois communes de Saint-Rambert-en-Bugey, Conand et Arandas.
- Le ruisseau de Laval (rd), 1,5 km sur la seule commune de Saint-Rambert-en-Bugey.

Le rang de Strahler est de deux.

## Exploitation

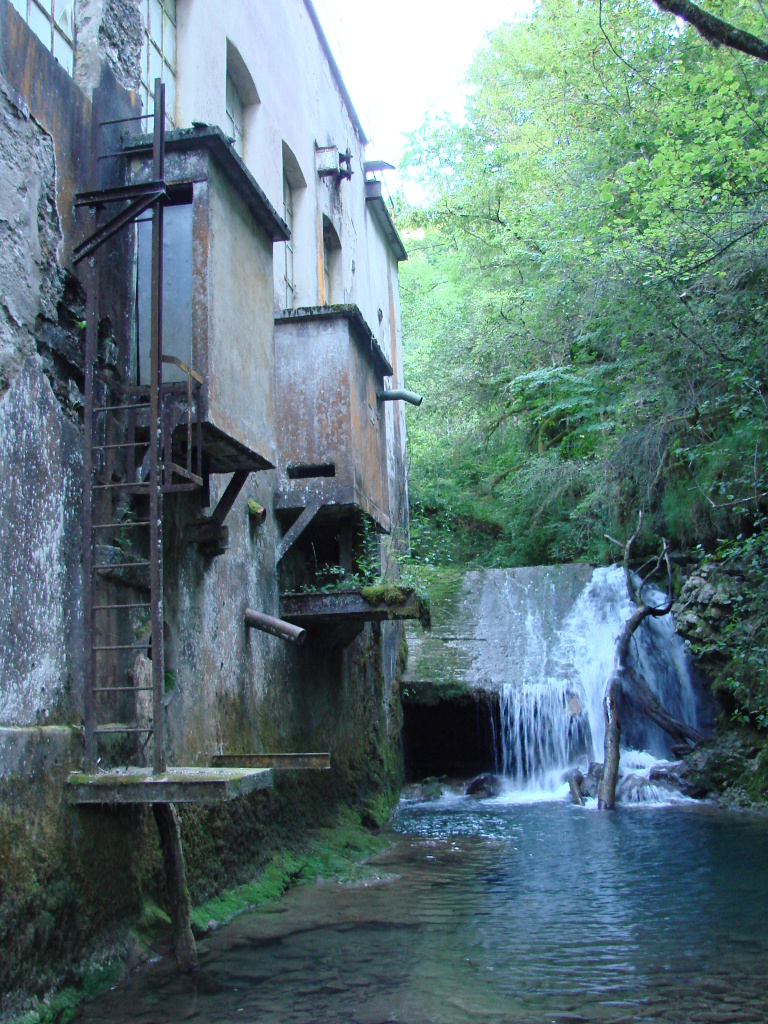
Ruines industrielles sur la Câline.

La Câline a alimenté une usine papetière qui porte son nom.

## Pêche

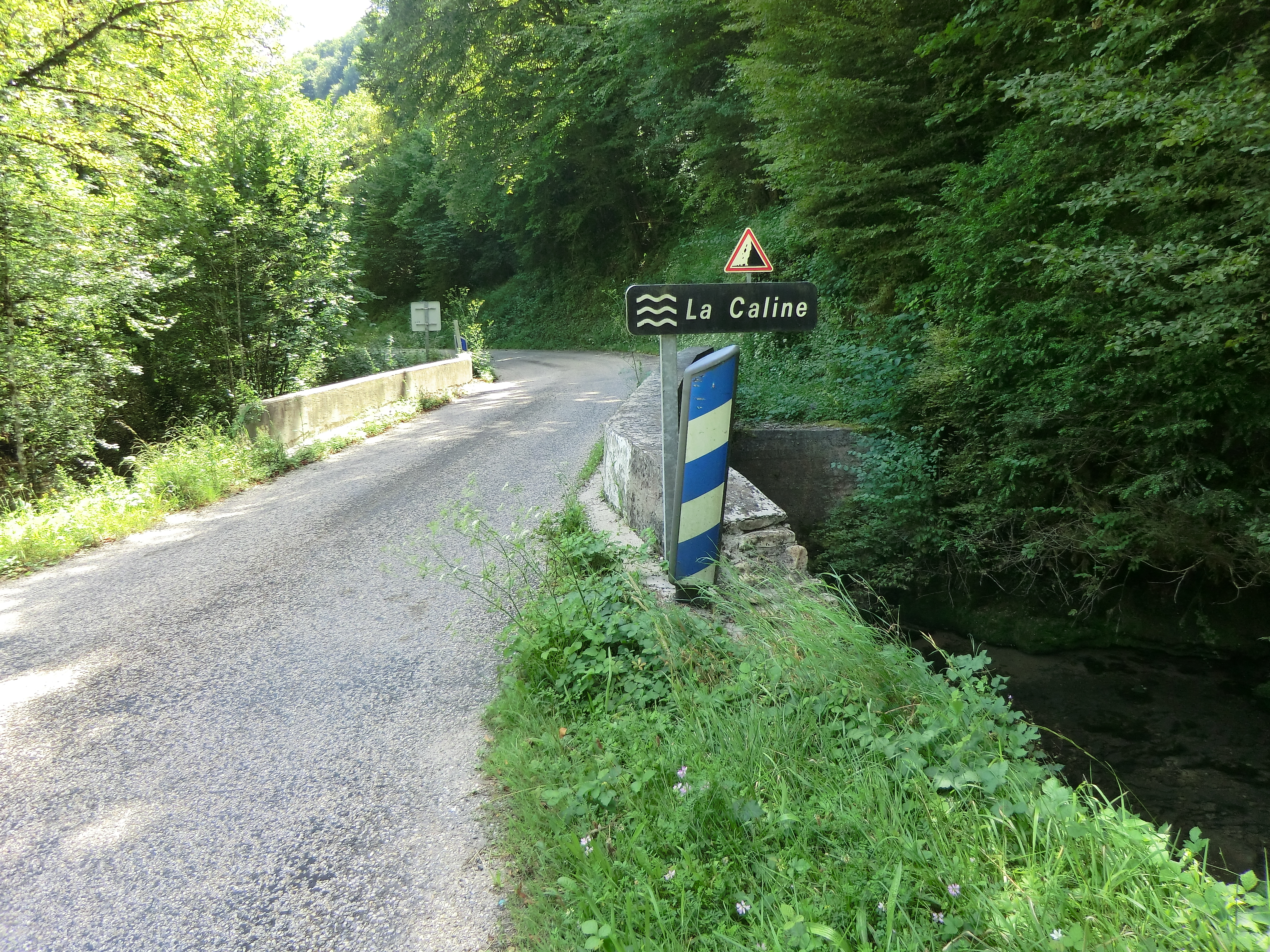
Pont sur la Câline.

Le secteur de la Câline est très protégé et suivi par l'AAPPMA de Saint Rambert. Le secteur regorge de truites, ombres, vairons et blaguons. C'est un cours d'eau de première catégorie.